# Vesicapalpus serranus
Vesicapalpus serranus är en spindelart som beskrevs av Rodrigues och Ott 2006. Vesicapalpus serranus ingår i släktet Vesicapalpus och familjen täckvävarspindlar. Inga underarter finns listade i Catalogue of Life.